# Камбальницкие Кошки
Камбальницкие Ко́шки — группа примерно из 10 островов на юге Баренцева моря в Ненецком автономном округе.

## География
Представляют собой песчаные косы, расположенные на отмели у восточного берега полуострова Канин, возле устья реки Восточная Камбальница и одноимённой заброшенной деревни. На севере соседствуют с островом Корга, на котором находится световой знак Восточная Камбальница. Далее за ним на безымянной косе расположен мыс Лайденный.
Глубина прилегающей акватории — 1—11 метров. Средняя величина прилива — 2—3 метра.